# John Currin
John Currin (Boulder, 1962) è un pittore statunitense che vive e lavora a New York. È noto per i suoi dipinti satirici figurativi provocatori che trattano di tematiche sessuali e sociali.
Nelle sue opere sono presenti influenze che vanno dall'arte del Rinascimento, la pittura fiamminga, alle riviste patinate e alla pubblicità degli anni cinquanta. È nella sua cifra stilistica l'alterare o enfatizzare pesantemente le linee del corpo femminile.

## Biografia
Currin è nato a Boulder in Colorado ed è cresciuto in Connecticut, figlio di un docente di fisica del Connecticut e di una insegnante di pianoforte dell'Oklahoma. In adolescenza, ha studiato pittura privatamente con l'artista ucraino Lev Meshberg (pittore figurativo e colorista), dal quale ha appreso i fondamenti della tecnica pittorica del XIX secolo. All'Università Carnegie Mellon di Pittsburgh ottiene la laurea BFA nel 1984, mentre nel 1986 consegue il master MFA all'Università di Yale.
Presso lo spazio espositivo White Columns, a New York, nel 1989 ha esposto alcuni ritratti di giovani ragazze ricavati dalle fotografie di un annuario delle scuole superiori. Negli anni novanta, Currin dipinge caricature di giovani donne prosperose, di ragazze assieme ad anziani dalle barbe e abiti stravaganti Archiviato il 17 gennaio 2016 in Internet Archive., di omosessuali. Ha citato riviste popolari come Cosmopolitan e numeri datati di Playboy come fonte d'ispirazione per la sua ritrattistica. Nel 1992 inizia ad esporre all'Andrea Rosen Gallery (New York) una serie di quadri che hanno come soggetti donne di mezza età benestanti.
Nel 1994 Currin incontra la scultrice Rachel Feinstein, che sposa nel 1998. La moglie, sua musa ispiratrice, compare in molti dei suoi dipinti, sia come volto riconoscibile che come modello corporeo.
Il MoMA ha esposto le sue opere nel 1997 e da quel momento l'arte di Currin ha avuto successo sia critico che economico.
A Currin sono state dedicate mostre retrospettive al Whitney Museum of American Art e al Museum of Contemporary Art Chicago ed è rappresentato nelle collezioni permanenti del Hirshhorn Museum and Sculpture Garden e del Tate Gallery.
In seguito ha intrapreso una serie di lavori a tema esplicitamente pornografico Archiviato il 9 settembre 2018 in Internet Archive., impiegando, in particolare, la pornografia danese filtrata da Internet (a tal proposito, immagini specifiche pubblicate dalla casa di produzione cinematografica Color Climax Corporation sono state identificate come fonti per i dipinti a maggior carattere hard-core dell'autore).
Nel maggio del 2013, il dipinto ad olio di John Currin, Bea Arthur Naked (eseguito nel 1991 e ritraente l'attrice televisiva americana Bea Arthur), è stato venduto all'asta da Christie's per 1.915.750 dollari.
A partire dal 2015, l'artista, nelle gallerie newyorchesi e parigine della Gagosian Gallery, esibisce il risultato di studio ed emulazione dei dipinti nordeuropei del XVI e XVII secolo. Le sue ispirazioni provengono da ritratti realizzati dagli antichi maestri della pittura europea ma anche da pin-up e B-movie. Le sue opere coniugano il grottesco (come l'anatomia sproporzionata) al bello, e sono influenzate anche da artisti come Jean-Honoré Fragonard, Norman Rockwell e Robert Crumb.